# Centaurea novakii
Centaurea novakii — вид квіткових рослин родини айстрових (Asteraceae). Ендемік Болгарії.